# 남아프리카 태권도 연맹
남아프리카 태권도 연맹(영어: South African Taekwondo Federation, SATF)은 남아프리카 공화국의 태권도 종목 행정을 총괄하는 스포츠 행정 기구이다. 세계 태권도 연맹과 아프리카 태권도 연맹의 회원 단체이다. 남아프리카 태권도 연맹은 남아프리카 체육 연맹 올림픽 위원회에도 등록되어 있다.
남아프리카 태권도 연맹은 2009년부터 매년 개최되는 남아프리카 공화국 한국대사관과 협력하여 조직된 앰배서더스 컵을 포함한 전국 대회를 주최한다

## 참고 문헌
- “남아프리카 태권도 연맹”. 세계 태권도 연맹.